# Dersalam
Dersalam is een bestuurslaag in het regentschap Kudus van de provincie Midden-Java, Indonesië. Dersalam telt 6384 inwoners (volkstelling 2010).